# Alfred Cibiel
Pour les articles homonymes, voir Cibiel et Famille Cibiel.
Alfred-Louis Cibiel, né le 11 mai 1841 à Rouen et mort le 14 juillet 1914 à Paris, est un homme politique français.

## Biographie
Fils de Vincent Cibiel et petit-fils de Henry Barbet, il épousa Jenny Béranger, fille d'Alphonse Béranger, censeur de la Banque de France, et petite-fille d'Aymé Stanislas Darblay.
Grand propriétaire, possesseur d'une fortune considérable, maire de Villefranche et conseiller général pour le canton de Villefranche-de-Rouergue, il fut élu, le 20 février 1876, député de la 1re circonscription de Villefranche, par 8 254 voix sur 11 672 votants contre 1 553 à Laurens, et 1 820 à Foulquier. 
Il s'était défendu, dans une lettre au Moniteur, d'être bonapartiste, et s'était déclaré seulement conservateur et catholique. Cibiel siégea à droite. Il fut successivement réélu jusqu'en 1914.
Profondément conservateur, il déclarait en 1902 défendre les honnêtes gens contre « cette poignée de juifs socialistes et francs-maçons » et demandait qu'on ferme les loges.
Il était propriétaire d'un hôtel particulier parisien au 24-26 avenue Gabriel.